# Vermondo Resta

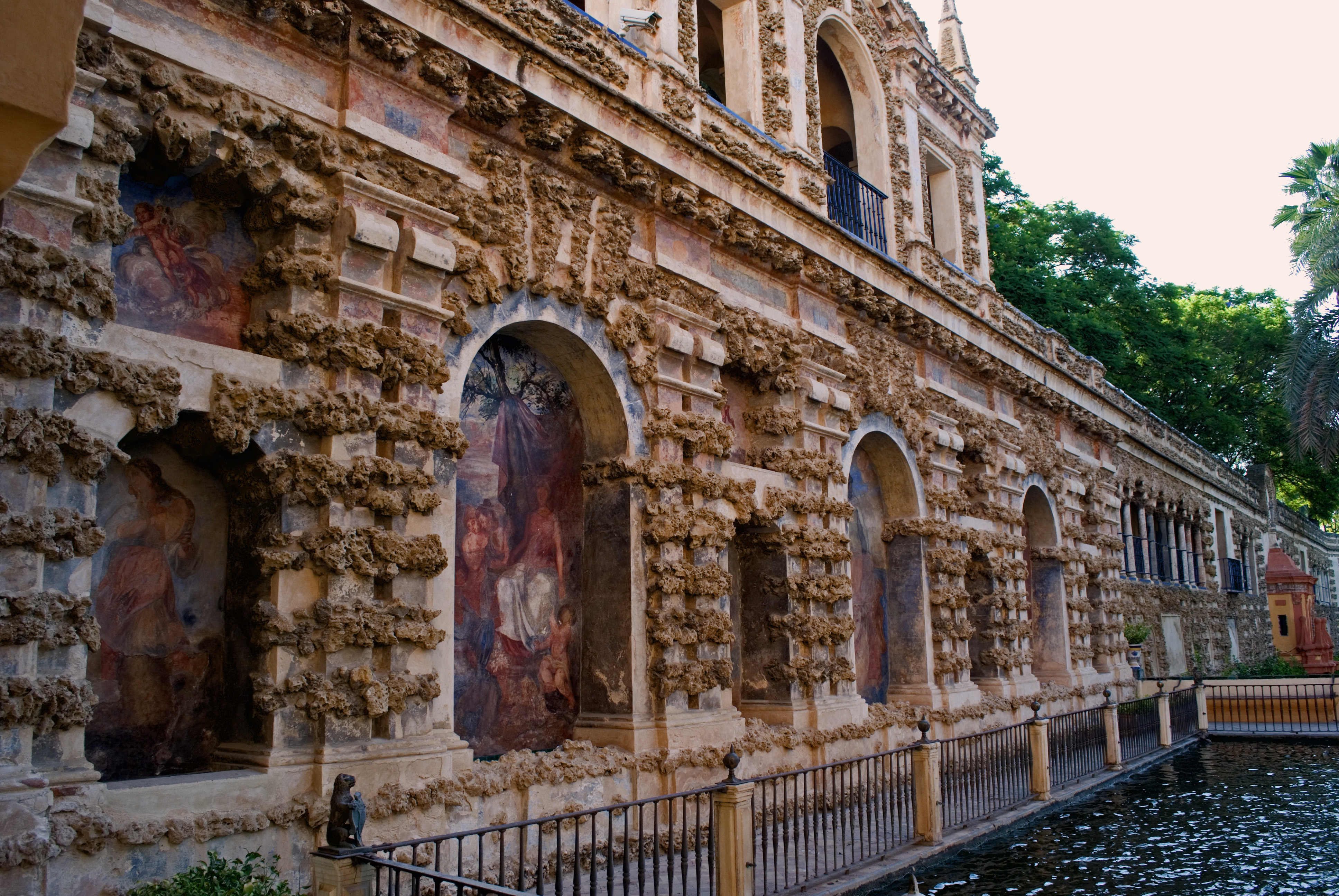
Galería del Grutesco.

Vermondo Resta (Milán, c. 1555 - Sevilla, 25 de diciembre de 1625) fue un arquitecto de la transición entre el Manierismo tardío y el Barroco.

## Biografía
Nació en torno a 1555 en la ciudad italiana de Milán, en la provincia de Lombardía. Sus padres fueron Alejandro Resta e Isabel Milach. Se trasladó a Sevilla en 1585 con el cardenal Rodrigo de Castro. Fue nombrado maestro mayor del Arzobispado de Sevilla en 1588. Entre 1601 y 1603 realizó algunas obras menores y algunos encargos para el Alcázar y en 1603 fue nombrado maestro mayor del mismo.
Tuvo un hijo natural con una mujer con la que no contrajo matrimonio. Este hijo, llamado Agustín, falleció antes que él. Contrajo matrimonio con Ana de Ojeda. La madre falleció en el parto de su primer hijo, Alejandro Resta, en 1606. En 1609 tuvo una hija natural, llamada Josefina, con otra mujer. Mantuvo una relación cercana con Josefina y, cuando falleció en 1625, le dio parte en su herencia y dispuso como albacea a su cuidadora, Tomasina de Molina. Su único hijo legítimo, Alejandro, recibió su herencia legítima correspondiente, nombrando como albaceas y testamentarios a Fernando de Céspedes y Velasco, teniente alcaide del Alcázar, y a Juan de Asiaín Ugalde, tesorero del Alcázar. No obstante, falleció con poco dinero y su herencia fue escasa. Por ello solicitó al conde-duque de Olivares, alcaide del Alcázar desde 1607, que situara a su hijo Alejandro como maestro mayor, petición que no fue concedida, ya que el cargo lo ocupó Miguel de Zumárraga primero y Jerónimo de Guzmán después.

## Obra

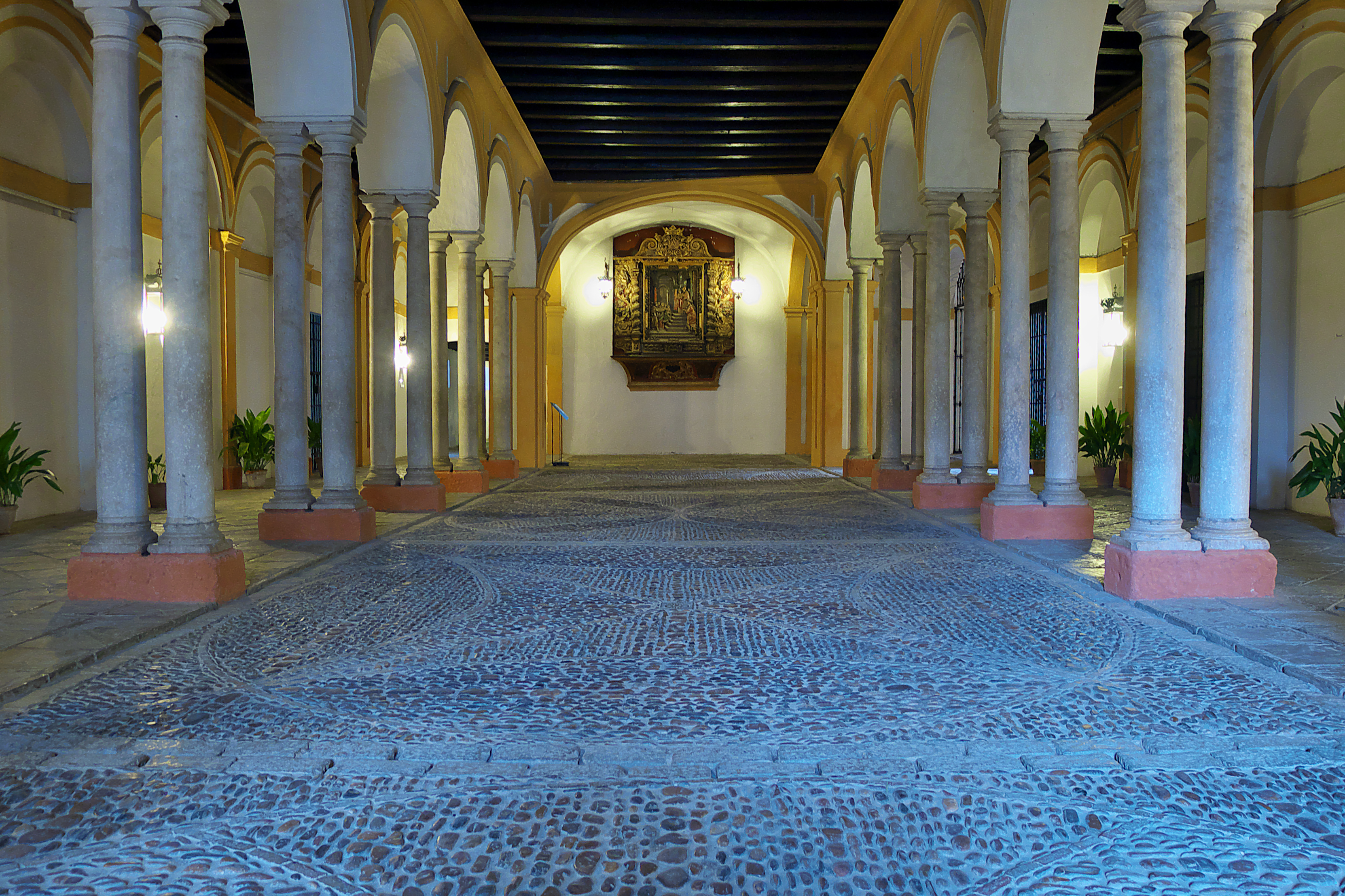
El Apeadero, Real Alcázar de Sevilla

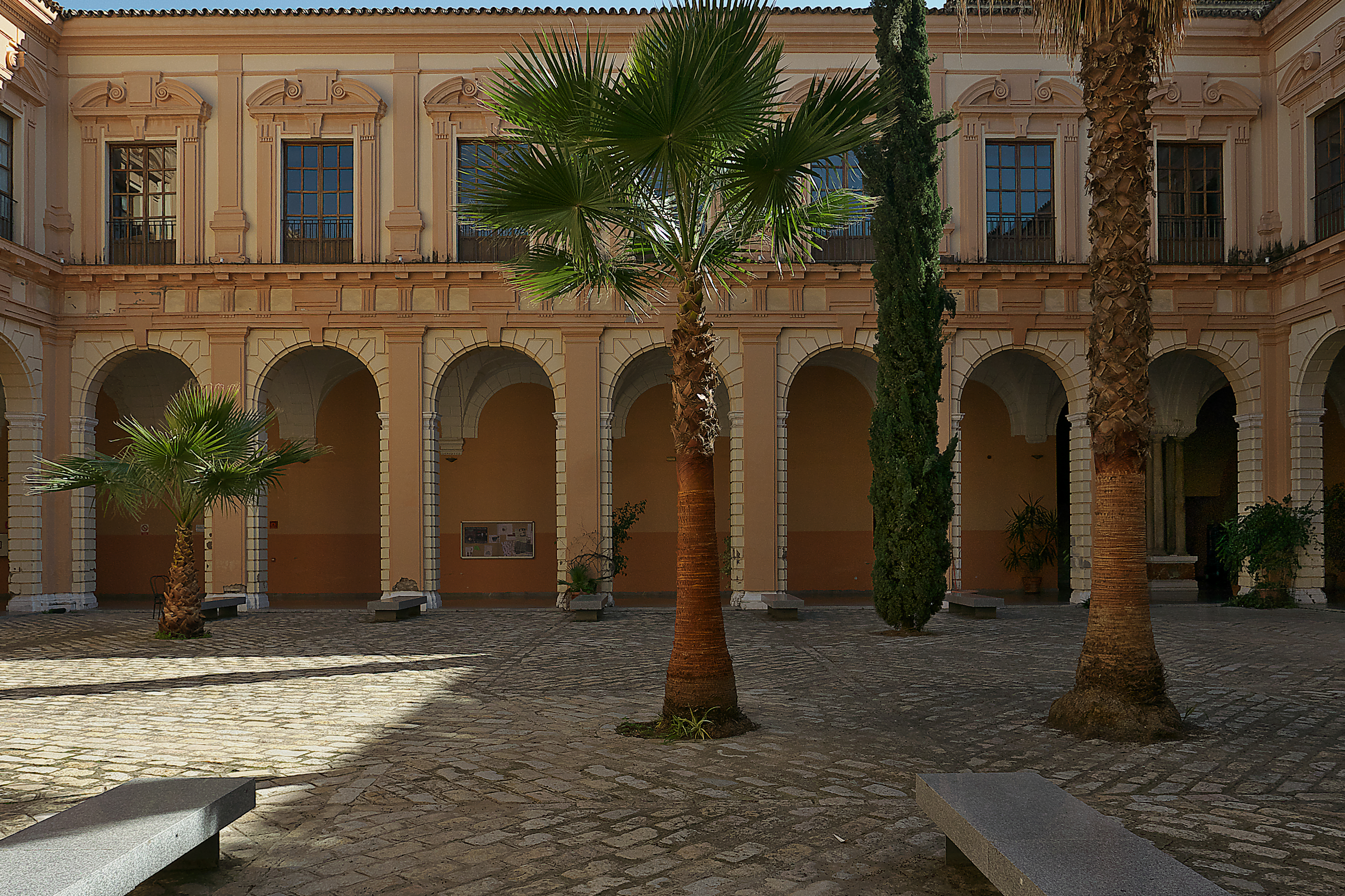
Casa Grande del Carmen (Sevilla)

Entre sus principales obras pueden citarse las siguientes:
- 1588-1602. Hospital del Amor de Dios y otros inmuebles de la propiedad de esta institución. Sevilla.
- 1588-1602. Hospital del Espíritu Santo y otros inmuebles de la propiedad de esta institución. Sevilla.
- 1590. Infraestructura para llevar agua a Lebrija, provincia de Sevilla.
- 1591. Trazas para la iglesia de Almadén de la Plata, provincia de Sevilla.
- 1592. Proyecto para un colegio jesuita de Monforte de Lemos, provincia de Lugo.
- 1592. Revisión y aprobación de trazas de Juan de Oviedo para la iglesia parroquial de Constantina, provincia de Sevilla.
- 1593. Interviene para que Juan de Oviedo pueda terminar el retablo de la iglesia de San Dionisio de Jerez de la Frontera, provincia de Cádiz.
- 1593. Viaja a Madrid para realizar una serie de encargos del cardenal Rodrigo de Castro. Durante este viaje le sustituye en la maestría mayor del Arzobispado sevillano Asensio de Maeda.
- 1595. Proyecto de la iglesia de Santa María la Blanca de la localidad de La Campana, provincia de Sevilla.
- 1595. Trazas del tabernáculo de la iglesia que fue realizado por Juan de Oviedo en Gibraleón, provincia de Huelva.
- 1595. Redactó las condiciones de un contrato por el que el escultor Bartolomé Muñoz se comprometía a entregar un paso a la iglesia parroquial de Cañete la Real, provincia de Jaén.
- 1596. Colaboración en la construcción de una capilla para Felipe de Zarzana en la parroquia de San Juan de los Caballeros de Jerez de la Frontera, provincia de Cádiz.
- 1596. Trazas para un sagrario en la iglesia de San Juan de Marchena, provincia de Sevilla.
- 1598. Trazas para un monumento de la iglesia de San Juan de la Palma, Sevilla.
- 1599-1600. Trazas para el retablo de la iglesia de Santiago el Mayor, que realiza Andrés de Ocampo. Sevilla.
- 1602. Revisa las trazas de Alonso de Vandelvira para el convento de Santa Isabel, Sevilla.
- 1602. Trazas para el monumento de la iglesia de Santa Ana, que realizaron Juan de Oviedo, Alonso Rubio y Vicente Fernández. Sevilla.
- 1602. Diseño del retablo de una capilla a la izquierda de la iglesia de Santiago el Mayor, que fue realizado por Diego López Bueno. Sevilla.
- 1603. Planta y algunas estancias del convento de San José, Sevilla.
- 1604. Diseño de un arquillo junto al patio de la Montería, Alcázar.
- 1605-1611. Dirección de unas obras en el edificio empleado para la Casa de Contratación, Alcázar.
- 1606. Trazas para el retablo del altar mayor de la iglesia de San Martín, Sevilla.
- 1606-1607. Traza de la portada del Alcázar del patio de Banderas. Elaborada por el cantero Diego de Carballo.
- 1607-1609. Planta, montea y pliego de condiciones para elaborar el Apeadero. Fue realizado por el albañil Pedro Martín, el carpintero Alonso Durán y el cantero Diego de Carballo.
- 1610-1611. Escalera que une el estanque de Mercurio con el jardín de la Danza. Alcázar.
- 1610-1614. Fuentes y grutas del jardín de las Damas. Alcázar.
- 1611-1613. Construcción de una nueva cárcel de la Casa de Contratación. Alcázar.
- 1612-1624. Galería del Grutesco: El 2 de marzo traza la galería. El primer tramo, correspondiente con el estanque de Mercurio, se termina en diciembre de 1612. El resto se inicia en 1613 y se termina en 1621. Los trabajos de ornamentación se prolongaron hasta 1624. Los trabajos de obra fueron de Juan de Mendoza.
- 1612-1613 y 1617. Reparaciones en el palacio de Pedro I del Alcázar.
- 1612-1613, 1614-1615, 1616-1617, 1618-1619, 1620-1621, 1623-1624. Obras en el palacio del Lomo del Grullo.
- 1614. Reconstrucción del teatro Coliseo, junto con Miguel de Zumárraga y Juan de Oviedo. Este teatro se encontraba en el antiguo corral de los Alcaides, en la actual calle Alcázares, Sevilla.
- 1615. Reparos en el hospital Real.
- 1616. Consolidación de obras en el Corral de Segovia (Antiguo de las Herrerías) y Edificio Calle Santander 15 de Sevilla hoy Apartamentos Torre de la Plata.
- 1623. Intervención en la construcción de la colegiata de Santa María de las Nieves de la localidad de Olivares, provincia de Sevilla.
- 1623-1624. Solería, ventanas, portada y grutas que faltaban en el jardín de las Damas.
- 1625. Traza y condiciones contractuales para la realización del corral de la Montería. A su muerte continúa la dirección de las obras Miguel de Zumárraga.